# Pamela Mouele-Mboussi
Pamela Mouele-Mboussi, född 7 maj 1988, är en friidrottare från Kongo-Brazzaville. Hon deltog vid olympiska sommarspelen 2008.